# Église de Karkku
L’église de Karkku (finnois : Karkun kirkko) est une église luthérienne moderne située à Karkku en Finlande.

## Architecture
L’emplacement de l'église a fait l'objet de longues discussions en grande partie parce que Karkku était alors située des deux côtés du lac Rautavesi et que les habitants ne réussissaient pas à s'accorder sur quelle rive devait être bâtie l'église. Finalement, Alfons Ekholm, propriétaire d'un domaine équestre, résoudra le problème en offrant un terrain pour l'église et le cimetière.
L'église conçue par Oiva Kallio est inaugurée le 21 décembre 1913.